# Eric Sigfrid Erickson
Eric Sigfrid „Red“ Erickson (* 1890 in Brooklyn, New York, USA; † 22. Januar 1983 in Menton, Frankreich) war ein schwedischer Ölmanager und während des Zweiten Weltkriegs Spion für das Office of Strategic Services (OSS).

## Anfänge
Erickson wuchs als Sohn schwedischer Einwanderer im Brooklyner Stadtteil Crown Heights auf, wo sein Vater ein Uhrmachergeschäft betrieb. Nach Abschluss der Schule arbeitete er auf Ölfeldern in Texas und besuchte ein College. Für das College und um der Kriegseinberufung von 1917 zu entgehen, machte sich Erickson sieben Jahre älter und erfand Jahre später eine Tarngeschichte, wonach er im Ersten Weltkrieg bei der United States Army als Nachrichtenoffizier gedient habe. Auf Vorschlag des Ölmagnaten Walter C. Teagle (1878–1962) besuchte Erickson die Cornell University und machte dort 1921 seinen Abschluss. Er arbeitete in Asien für Standard Oil, zog 1924 nach Schweden, war dort zuerst Generaldirektor für Texaco, gründete dann die eigene Firma Pennco und handelte erfolgreich mit Öl. Mitte der 1930er Jahre gab er die Staatsbürgerschaft der Vereinigten Staaten auf und nahm die schwedische an.

## Spionage
Bei Ausbruch des Zweiten Weltkriegs setzte Erickson seine Ölgeschäfte mit dem Großdeutschen Reich fort und verdiente dabei Millionen. Deshalb wurde er von der schwedischen Geheimpolizei beobachtet und 1942 von den USA wegen Kollaboration mit dem Feind auf eine schwarze Liste gesetzt.
Um seinen Namen reinzuwaschen und weiter Geschäfte mit den USA machen zu können, arbeitete Erickson unter dem Decknamen Red für das OSS. Getarnt als Nazi-Sympathisant, der in Schweden eine Raffinerie bauen und dort für Deutschland Öl verarbeiten will, besuchte Erickson zwischen 1939 und 1945 mehr als 30 Mal Deutschland. Insbesondere besichtigte er vom 13. bis zum 18. Oktober 1944 mit einem Passierschein des Chefs der Sicherheitspolizei und des SD Ernst Kaltenbrunner auf einer Rundreise (Berlin, Friedrichshafen, Radolfzell, Konstanz, Stuttgart, Berlin) deutsche Raffinerien und Anlagen zur Herstellung von Benzin aus Braunkohle. Die Informationen zu Lage und Kapazität gibt er an das OSS weiter, das sie umgehend als Zieldaten für alliierte Bombenangriffe nutzte.
Während seiner Besuche verliebte sich Erickson in die deutsche Anne-Maria Freudenreich, die 1945 von der Gestapo in der Anstalt Moabit erschossen wurde.

## Nach dem Zweiten Weltkrieg
Alexander Klein schrieb 1958 unter dem Titel The Counterfeit Traitor einen Roman über Ericksons Heldentaten im Zweiten Weltkrieg. Es wurde 1962 mit William Holden in der Hauptrolle verfilmt. In Deutschland erschien der Film unter dem Titel Verrat auf Befehl. Obwohl der Inhalt des Films größtenteils korrekt ist, enthält er auch einige erfundene Szenen, darunter Ericksons waghalsige Flucht aus Deutschland.

## Tod
Seine letzten Lebensjahre verbrachte Erickson in Menton an der Côte d’Azur, wo er auch im Januar 1983 eines natürlichen Todes starb.

## Ehrungen
Für seine Verdienste erhielt Erickson nach dem Zweiten Weltkrieg von Harry S. Truman die Freiheitsmedaille der Vereinigten Staaten (Medal of Freedom with Bronze Palm).